# Filipe José dos Passos de Alencastre
Filipe José dos Passos de Alencastre (Porto Alegre, 27 de novembro de 1793 — Porto Alegre, 1864) foi um advogado e político brasileiro.

## Vida
Filho de Filipe José dos Passos e de Maria Manuela de Alencastre. Casou com Faustina Cândida Passos de Alecastre.

## Carreira
Foi deputado à Assembléia Legislativa Provincial de Santa Catarina na 3ª legislatura (1840 — 1841), como suplente convocado, e na 4ª legislatura (1842 — 1843), novamente como suplente convocado.
Foi cavaleiro da Imperial Ordem de Cristo, por decreto de 23 de fevereiro de 1847.